# Saint-Priest-de-Gimel
Saint-Priest-de-Gimel är en kommun i departementet Corrèze i regionen Nouvelle-Aquitaine i de centrala delarna av Frankrike. Kommunen ligger  i kantonen Tulle-Campagne-Sud som tillhör arrondissementet Tulle. År 2022 hade Saint-Priest-de-Gimel 479 invånare.

## Befolkningsutveckling
Antalet invånare i kommunen Saint-Priest-de-Gimel
Referens:INSEE